# Dumnezeu în creștinism
În creștinism, Dumnezeu, YHWH, este văzut ca fiind creatorul Pământului și al Lumii.
De obicei se consideră că are atributele de sfințenie (separat de păcat și incoruptibil), justețe (are dreptate în toate), suveranitate (are voință proprie), omnipotență (atotputernic), omniștiință (atotștiutor), omnibenevolență (atotiubitor) și ubicuitate (omniprezent).
Scripturile conțin multe afirmații directe referitoare la calitățile lui Dumnezeu. Iată doar câteva exemple: „DOMNUL iubește dreptatea“ (Psalmul 37:28) ; Dumnezeu este „atotînalt în putere“ (Iov 37:23) ; „«Eu sunt loial», este declarația lui Iehova” (Ieremia 3:12); „El este înțelept cu inima” (Iov 9:4) ; El este „un Dumnezeu îndurător și milos, încet la mânie și abundent în bunătate iubitoare și adevăr” (Exodul 34:6) ; „Tu, o, Iehova, ești bun și gata să ierți” (Psalmul 86:5); și o calitate a sa este predominantă, „Dumnezeu este iubire” (1 Ioan 4:8) .

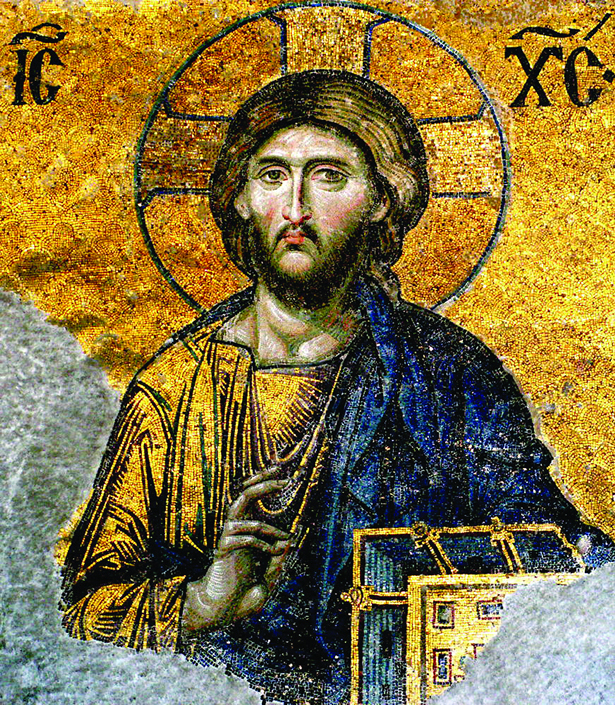
Isus Pantocrator, Dumnezeu Fiul, mozaic din Catedrala Sfânta Sofia din Constantinopol, (azi Istanbul)

Mulți creștini mărturisesc trei persoane, sau ipostaze (forma veche: ipostasuri), ale lui Dumnezeu. În Sfânta Evanghelie după Ioan, Iisus însuși spunea: „Eu și Tatăl Meu una suntem” (Ioan 10:30) , pentru ca mai apoi să menționeze toate cele trei ipostaze: „Dar Mângâietorul, Duhul Sfânt, pe Care-L va trimite Tatăl, în numele Meu, Acela vă va învăța toate și vă va aduce aminte despre toate cele ce v-am spus Eu.” (Ioan 14:26) . 
Se înțelege din acestea, după cum Sfântul Grigore Teologul explică: Cele trei ipostasuri sunt „o singură Fire în trei proprietăți, înțelegătoare, desăvârșite, existând prin ele însele, deosebite în număr, dar nu deosebite în Dumnezeire” .
Această formă de triplă manifestare este numită conform multor denominațiuni creștine Sfânta Treime, nefiind însă recunoscută de adepții iudaismului, islamului și unor culte creștine. Sfânta Treime are în comun Dumnezeirea, conform multor culte creștine.
Dumnezeu Tatăl este, conform celor mai multor culte creștine, una dintre cele trei Persoane ale Sfintei Treimi, alături de Fiul și de Sfântul Duh. Dumnezeu Tatăl este nenăscut și negenerat.
Dumnezeu Fiul este, conform celor mai multor culte creștine, una dintre cele trei Persoane ale Sfintei Treimi], alături de Tatăl și de Sfântul Duh. Dumnezeu Fiul este născut din Dumnezeu Tatăl mai înainte de timp și întrupat ca om, în timp, din Fecioara Maria, prin adumbrirea acesteia cu Dumnezeu Duhul Sfânt (Luca 1:35) .
Dumnezeu Duhul Sfânt este, conform celor mai multor culte creștine, una dintre cele trei Persoane ale Sfintei Treimi, alături de Tatăl și de Fiul. Dumnezeu Duhul Sfânt purcede din Dumnezeu Tatăl (după creștinismul ortodox) sau din Dumnezeu Tatăl și Dumnezeu Fiul (după creștinismul catolic și cel protestant).
Unde locuiește Dumnezeu? În câteva versete se spune despre „ceruri” că sunt „locul locuinței” lui Dumnezeu (1 Împărați 8:39, 43, 49  ; 2 Cronici 6:33, 39 ). Un singur verset însă descrie măreția lui Iehova Dumnezeu astfel: „Să locuiască Dumnezeu cu adevărat împreună cu omul pe pământ? Iată, cerurile și cerurile cerurilor nu Te pot cuprinde” (2 Cronici 6:18) .
„Dumnezeu este un Spirit”, spune Biblia (Ioan 4:24) . Biblia spune despre „ceruri”, sau „cer”  că sunt locuința lui Dumnezeu (Psalmi 123:1 , Ecclesiast 5:2 ), deci Dumnezeu are o locuință bine stabilită (vezi,e.g.,Iov 23:3) .
Biblia oferă și alte răspunsuri legat de locuința lui D-zeu: Dumnezeu locuiește în Sion  : Psalmi 9:11 , Psalmi 76:2 , Ioel 3:17 , 21 , și Dumnezeu este omniprezent  (panteism sau panenteism): Psalmi 139:7-10 , Fapte 17:28 .
Biblia îl caracterizează pe Dumnezeu ca fiind de sex bărbătesc, deși textul Gen. 1:26-27:

„26. Apoi Dumnezeu a zis: „Să facem om după chipul Nostru, după asemănarea Noastră; el să stăpânească peste peștii mării, peste păsările cerului, peste vite, peste tot pământul și peste toate târâtoarele care se mișcă pe pământ.” 
27. Dumnezeu a făcut pe om după chipul Său, l-a făcut după chipul lui Dumnezeu; parte bărbătească și parte femeiască i-a făcut ”

 ar implica faptul că Dumnezeu este androgin sau pe cel că Dumnezeu are o parteneră.
Alte versete care ar sugera că Dumnezeu ar fi de sex femeiesc: Psalmi 123:2-3 și Luca 15:8-10; Dumnezeu e descris ca o mamă în Hosea 11:3-4, Deuteronom 32:18, Isaia 66:13, Isaia 49:15, Isaia 42:14, Psalmi 131:2; o vulturoaică în Deuteronom 32:11-12; o cloșcă în Matei 23:37 și Luca 13:34.
Divinitatea lui Iisus Hristos și poziția sa ca Dumnezeu în creștinism conform celor stabilite în Crezul de la Calcedon din 451 se bazează pe textul din Evanghelia după Ioan, capitolul I, versetul 1: La început era Cuvântul, și Cuvântul era cu Dumnezeu, și Cuvântul era Dumnezeu., în original, în greacă, cuvântul Logos, (λόγος) este folosit pentru Cuvântul. Aceasta este concepția potrivit căreia Hristos este Logosul (λóγος, în grecește are sensul de cuvânt, discurs sau motiv). Este cea mai mare diferență față de religia iudaică care este sursa creștinismului. Iudaismul respinge vehement ideea că Dumnezeu este un om.

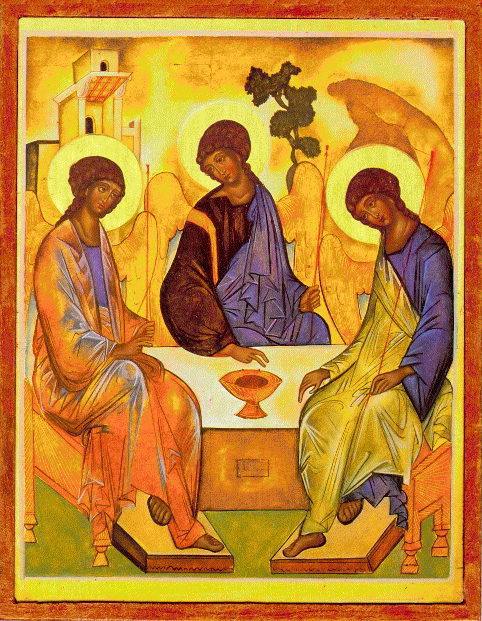
Ospitalitatea lui Avraam, pictură de Andrei Rublev. Cei trei îngeri simbolizează Sfânta Treime, dar sunt rar reprezentați în artă.